# Bhaudaha
Bhaudaha – gaun wikas samiti we wschodniej części Nepalu w strefie Kośi w dystrykcie Morang. Według nepalskiego spisu powszechnego z 2001 roku liczył on 1168 gospodarstw domowych i 6198 mieszkańców (3060 kobiet i 3138 mężczyzn).